# Јастребац (Зеница)
Јастребац је насељено мјесто у граду Зеници, Босна и Херцеговина.

## Становништво
|         | 2013.        | 1991.         | 1981.         | 1971.         |
| Укупно  | 423 (100,0%) | 408 (100,0%)  | 308 (100,0%)  | 225 (100,0%)  |
| Бошњаци | 423 (100,0%) | 408 (100,0%)1 | 308 (100,0%)1 | 224 (99,56%)1 |
| Остали  | –            | –             | –             | 1 (0,444%)    |

1. 1 На пописима од 1971. до 1991. Бошњаци су пописивани углавном као Муслимани.